# Masters d'Australie
Le MasterCard Masters est un tournoi annuel fondé en 1979. Tournoi du PGA Tour of Australasia, il figure depuis 2006 au calendrier du Tour Européen PGA. Pour ce dernier circuit, en raison de son déroulement à une date tardive dans le calendrier, il figure au calendrier de l'année suivante. Ainsi l'édition 2007 figurait au calendrier du Tour européen PGA 2008.
Jusqu'en 2008, le tournoi se déroulait sur le parcours du Huntingdale Golf Club à Victoria. À partir de 2009, le tournoi se déroulera de manière alternative sur différents parcours de la région de Melbourne.

## Palmarès
| année                        | Vainqueur          | Score              |
| Australian Masters           | Australian Masters | Australian Masters |
| ---------------------------- | ------------------ | ------------------ |
| 1979                         | Barry Vivian       | 289                |
| 1980                         | Gene Littler       | 288                |
| 1981                         | Greg Norman        | 289                |
| 1982                         | Graham Marsh       | 289                |
| 1983                         | Greg Norman        | 285                |
| 1984                         | Greg Norman        | 285                |
| 1985                         | Bernhard Langer    | 281                |
| 1986                         | Mark O'Meara       | 284                |
| 1987                         | Greg Norman        | 273                |
| 1988                         | Ian Baker-Finch    | 278                |
| 1989                         | Greg Norman        | 280                |
| 1990                         | Greg Norman        | 273                |
| 1991                         | Peter Senior       | 278                |
| 1992                         | Craig Parry        | 283                |
| 1993                         | Bradley Hughes     | 281                |
| 1994                         | Craig Parry        | 282                |
| 1995                         | Peter Senior       | 280                |
| Ericsson Masters             |                    |                    |
| 1996                         | Craig Parry        | 279 (-13)          |
| 1997                         | Peter Lonard       | 276 (-16)          |
| 1998                         | Bradley Hughes     | 268 (-24)          |
| 1999                         | Craig Spence       | 276 (-16)          |
| 2000                         | Michael Campbell   | 282 (-10)          |
| 2001                         | Colin Montgomerie  | 278 (-10)          |
| MasterCard Masters           |                    |                    |
| 2002                         | Peter Lonard       | 279 (-9)PO         |
| 2003                         | Robert Allenby     | 277 (-11)PO        |
| 2004                         | Richard Green      | 271 (-17)PO        |
| 2005                         | Robert Allenby     | 271 (-17)PO        |
| 2006                         | Justin Rose        | 276 (-12)          |
| 2007                         | Aaron Baddeley     | 275 (-13)PO        |
| Sportsbet Australian Masters |                    |                    |
| 2008                         | Rod Pampling       | 276 (-12)PO        |
| JBWere Masters               |                    |                    |
| 2009                         | Tiger Woods        | 274 (-14)          |

PO : Victoire en playoff